# 前鰓類
前鰓類（ぜんさいるい）Prosobranchiaとは軟体動物門腹足綱（巻貝類）のうち、鰓（えら）が心臓より前にあるものの総称。心臓より後ろに鰓が位置する後鰓類（こうさいるい）Opisthobranchia に対してこう呼ばれる。古くは腹足綱の亜綱 Subclass と見なされて「前鰓亜綱」と呼ばれたが、分岐分類学的には多系統群とみなされるようになり、現在ではまとまった一つの分類群であるとは考えられていない。
極めて大雑把に言えば、腹足類の心臓はほぼ前後軸の中心付近にあるため、「鰓が心臓より前にある」というのは、体の前半部にあると考えて良い。逆に後鰓類の場合は、鰓が体の後半部にあるということになる。鰓の位置のほかには、一部例外はあるが、肛門も前方に開くこと、通常は良く発達した巻いた殻と蓋をもつこと、神経系が8の字状にねじれていること、眼が触角の外側基部付近にあることなども特徴として挙げられる。ただしこれらは、進化の段階（グレード）が共通しているための類似であって、詳細な比較研究の結果では、到底一つの分類上の群（クレード）とは見なされなくなり、「前鰓亜綱」という分類名も使用されなくなった。
具体的にはカサガイ類、アワビ、サザエ、タニシ、ホラガイ、タカラガイ、イモガイ等々がかつての前鰓亜綱のメンバーで、よく目にする水生の巻貝の大部分が前鰓類であると考えてよい。陸貝でもヤマキサゴ、ヤマタニシ、ゴマガイなど蓋を持つグループは前鰓類に含まれるが、これらのものでは本来鰓がある位置に肺が発達して空気呼吸ができるようになっている。
腹足綱の系統分類は1980年代中ごろから、軟体部の詳細な比較研究に加え、分岐分類学や分子情報による系統解析の導入などによって急速に進展し、神経系や歯舌の形態などに非常な重きをおいた古典的分類体系が大きく見直されるようになった。古典的体系（Thiele, 1929-1935）では、腹足綱を前鰓亜綱（Prosobranchia）、後鰓亜綱（Opisthobranchia）、有肺亜綱（Pulmonata）の3亜綱に分け、さらに前鰓亜綱は原始腹足目Archaeogastropoda、中腹足目Mesogastropoda、新腹足目Neogastropodaの3目（日本などではしばしば中腹足目の一部を異腹足目Heterogastropodaとして分け4目とした）に分けるが、この体系はもはや時代遅れで使用不可なものと見なされている。
したがって前鰓類という用語や概念はあくまでも便宜上のものとして使用されるべきであるが、古典的分類体系が長期間にわたって安定的に利用されてきたことや、新体系が必ずしも充分には普及していないこと、さらには腹足綱の分類が現在も進展しつつあるとも言えることなどから、2000年代初頭でも書籍やウェブサイトの中には前鰓類を亜綱として扱っているものもある。